# Puffin de Newell
Puffinus newelli
Espèce
Statut de conservation UICN

 CR A2bce+3bce+4bce : 
En danger critique
Le Puffin de Newell (Puffinus newelli) est une espèce d'oiseaux de la famille des Procellariidae. Elle était et est encore parfois considérée comme une sous-espèce du Puffin de Townsend (P. auricularis) et plus anciennement comme une sous-espèce du Puffin des Anglais (P. puffinus).

## Répartition
La sous-espèce type est un nicheur endémique de l'archipel d'Hawaï, mais la sous-espèce myrtae niche quant à elle aux îles Australes.